# Iontový motor

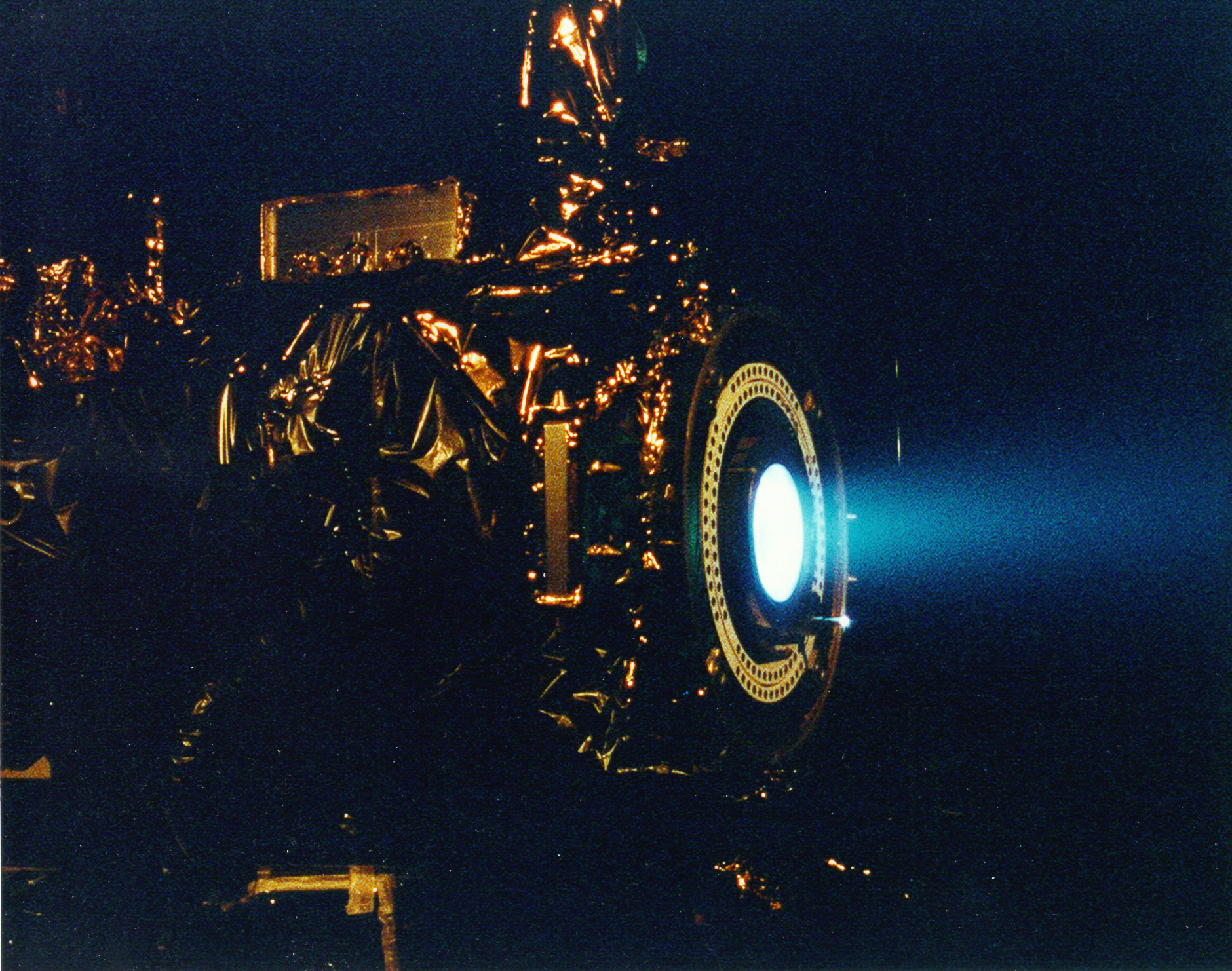
Test iontového motoru

Iontový motor je jedna z možných pohonných jednotek kosmických lodí a sond. Stejně jako další raketové motory pracuje na principu akce a reakce. Využívá paprsek iontů urychlených na rychlosti v řádu desítek km/s. Tím dosahuje mnohem vyššího specifického impulsu než chemické rakety – ať už na tuhá, nebo kapalná paliva. Snad úplně první kosmickou sondou využívající po delší dobu iontový motor byla Deep Space 1 , která provedla i mnoho technických úkonů.
Za oficiálního otce konceptu elektrického raketového pohonu je považován K. E. Ciolkovskij. Ten v roce 1911 spekuloval o tom, že by elektrické pole mohlo být využito pro urychlování částic a tak vytvářet tah rakety. První doložený záznam, ve kterém bylo uvažováno o elektrostatickém urychlování nabitých částic, byl ale nalezen v deníku Roberta H. Goddarda, kde ručně psaný zápis této myšlenky měl datum 6. září 1906. První experimenty s iontovými raketami byly uskutečněny právě Goddardem na Clarkově universitě v letech 1916–1917. V roce 1917 si Goddard nechává patentovat předchůdce iontového motoru. Technika byla doporučena pro podmínky blížící se vakuu ve velkých výškách, ale tah byl demonstrován s ionizovaným vzdušným proudem za atmosférického tlaku.
První iontový motor vyvinul na základě duoplazmatronu v šedesátých letech Harold R. Kaufman v NASA. Roku 1964 byl s tímto motorem proveden suborbitální let na palubě lodi Space Electric Rocket Test 1 (SERT 1). Motor pracoval 31 minut a poté loď spadla zpět na Zem.

## Typy iontových motorů

Schema funkce Hallova motoru

Existuje a používá se několik typů iontových motorů a další se vyvíjejí.
- Elektrostatický iontový motor
- Autoemisní elektrický motor
- Hallův motor
- Šroubovitý dvojvrstvý motor
- Motor s dutou elektrodou
- Pulzně buzený motor
- Air Breathing[2]

## Obecná konstrukce
Nejjednodušším typem iontového motoru je elektrostatický iontový motor v němž jsou kladné ionty těžkého inertního plynu argonu nebo páry rtuti urychlovány rozdílem elektrického potenciálu elektrodami ve tvaru mřížky. Za výstupní tryskou jsou ionty neutralizovány elektronovým dělem pro zachování celkové elektrické neutrality motoru.

## Zdroje energie
K výhodám iontového pohonu patří to, že jako zdroj energie se nevyužívá chemických reakcí paliva, nýbrž elektrické energie, kterou lze získat ze solárních článků nebo radioizotopového termoelektrického generátoru. Nezvyšuje se tak hmotnost motoru a váha pracovní látky tak tvoří menší část celkové hmotnosti pohonné jednotky. Nově vyvíjený typ iontového motoru Air Breathing, na kterém se podílejí firmy SpaceLab EU a Výzkumný a zkušební letecký ústav, využívá urychlení zbytkové zemské atmosféry. Tím je umožněno družicím zůstávat delší dobu na velmi nízkých oběžných drahách.

## Využití energie

Schema funkce elektrostatického iontového motoru (Kaufmanova typu)

Ionty v motoru jsou urychlovány na rychlosti v řádech desítek až stovek km/s, a tudíž jeho palivová účinnost je výrazně vyšší než u chemických motorů (s maximální výstupní rychlostí 3–4 km/s). To znamená vyšší specifický impuls. S menší hmotností neseného paliva je motor schopen urychlit kosmickou loď na vyšší rychlost.
Za ideálních podmínek je kladnému iontu udělena rychlost:
{\displaystyle v_{iontu}={\sqrt {2\cdot \Delta U\cdot {\frac {Q_{iontu}}{m_{iontu}}}}}}
Ve skutečnosti je rychlost o něco nižší a také vektor rychlosti jednotlivých iontů má určitý rozptyl výstupního úhlu vzhledem k nárazům na výstupní mřížku.

## Tah motoru
Přesto, že iontový motor má specifický impulz kolem 30 kN·s/kg, což je asi desetkrát více než u klasických pohonů, jeho nevýhodou je nízký tah. Tento typ pohonu obvykle sondám uděluje zrychlení v řádu 0,01 m/s2, proto je v současnosti používán pouze v dlouhodobých misích. V rámci projektu HiPEP byl vyvíjen iontový pohon s vyšším tahem, byl však pro pozastavení financování přerušen.

## Životnost
Životnost iontového motoru je ovlivněna rychlostí nárazů urychlených částic na elektrody a množstvím nesené pracovní látky. Poslední výzkumy naznačují, že je možné téměř zcela eliminovat efekt opotřebení mřížky. Vzhledem k nízkému zrychlení sond je nutná doba provozu několik měsíců až let. Velikost urychlujícího napětí musí být přizpůsobena očekávané životnosti. Není možné využívat příliš velké rozdíly napětí proto, že by se elektrody rychle opotřebovaly. Obvykle se používá napětí kolem 5 kV.

## Mise s iontovým pohonem
- Deep Space 1 — sonda NASA, která vůbec poprvé iontový pohon testovala
- Smart 1 — první sonda ESA s Hallovým motorem
- Hayabusa — sonda JAXA, která testovala nové technologie pro budoucí sondy
- Dawn
- Zond 2
- GOCE
- Hajabusa 2
- BepiColombo